# Back to Scratch
Back to Scratch è il sesto album in studio della cantante britannica Charlotte Church, pubblicato nel 2010.

## Tracce
1. Back to Scratch (Church, Jonathan Powell)
2. We Were Young (Church, Powell)
3. Ruby (Euston Jones)
4. Unravelling (Church, Luke Laird, Barry Dean)
5. Logical World (Church, Powell, Martin Terefe, Sacha Skarbek)
6. Suitcase (Church, Laird, Dean)
7. The Actors (Church, Powell)
8. The Story of Us (Church, Laird, Dean)
9. Don't Think About It (Colum Regan)
10. Cup of the Sun (Church, Powell)
11. Snow (Powell)
12. Love Drunk (Church, Patrick Davis)
13. Honestly (Church, Powell) + River (traccia nascosta) (Joni Mitchell)